# Fachverband Pulvermetallurgie
Der 1947 gegründete Fachverband Pulvermetallurgie e. V. (FPM) ist der Interessenverband der deutschsprachigen Hersteller von Pulvermetall und Hartmetall sowie deren Zulieferer. Der Verband vertritt die Pulvermetall-Industrie gegenüber Behörden und anderen staatlichen Organisationen und fördert die Technologieentwicklung und die Ausweitung des Marktes durch Erschließung neuer Einsatzfelder für pulvermetallurgische Verfahren und Produkte. Der FPM hat etwa 55 Mitgliedsfirmen in Deutschland, Österreich, der Schweiz und Luxemburg.

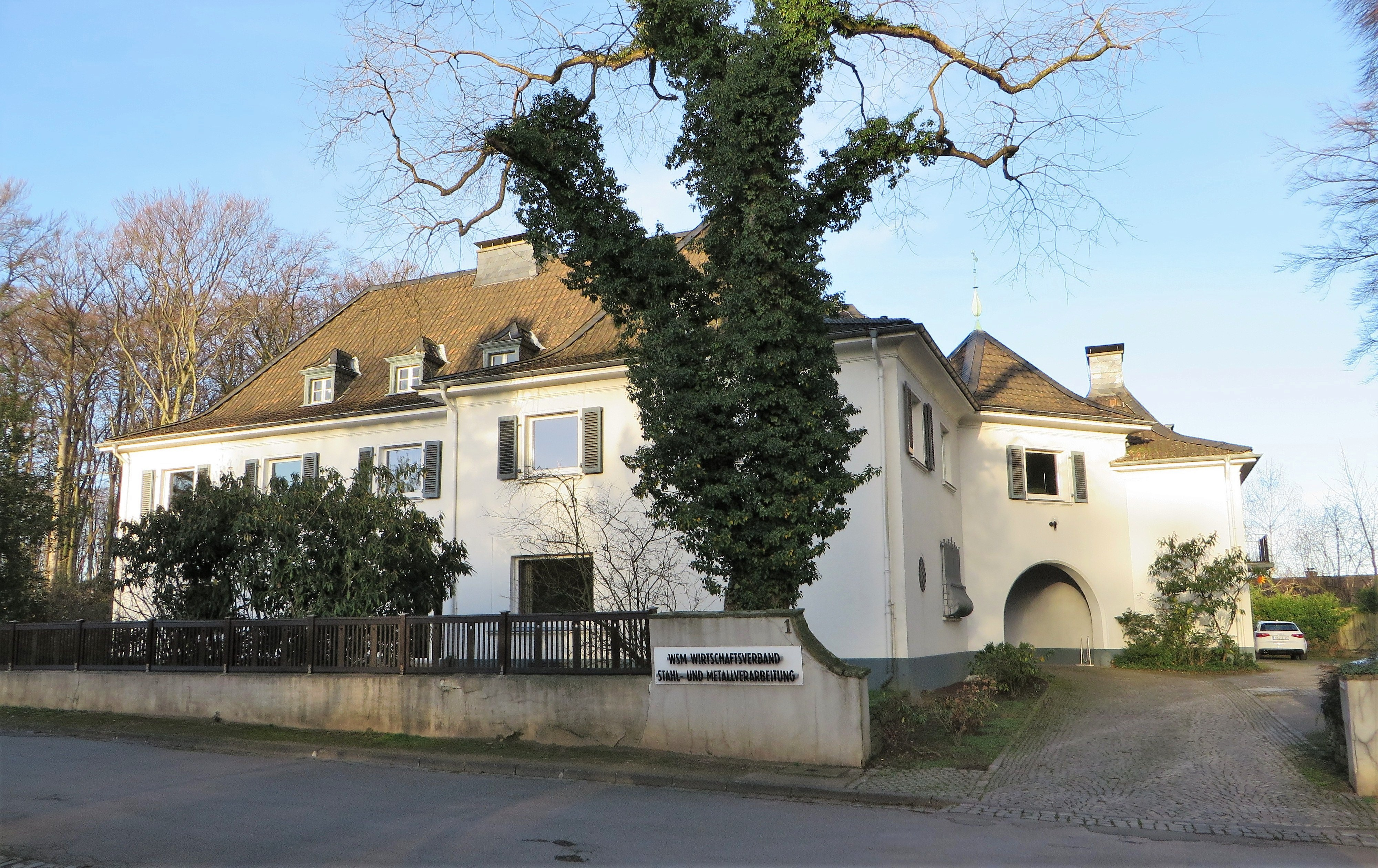
Der Sitz des Verbandes in Hagen

Als Pulvermetallurgie bezeichnet man ein formgebendes Verfahren, bei dem Metallpulver mechanisch verdichtet und bei hoher Temperatur zu einem kompakten Stück gesintert werden. Es können auch Metalle legiert werden, die anders nicht kombinierbar sind. Mit pulvermetallurgischen Verfahren lassen sich komplexe Produkte wie Kettenräder oder Kurbelwellen kostengünstig herstellen. Im Jahr 2010 wurden so weltweit Produkte für 30 Milliarden Euro hergestellt, davon Hartmetall im Wert von 13 Milliarden Euro und Eisenformteile im Wert von 6,5 Milliarden. Rund 80 Prozent des Umsatzes der Pulvermetall-Industrie gehen in die Automobilherstellung, mit steigender Tendenz.
Im Arbeitskreis Hartmetall des FPM sind Hersteller von Hartmetall und ihre Rohstofflieferanten vertreten. Unter seiner Schirmherrschaft werden gemeinsam mit Universitäten oder Einrichtungen wie dem Fraunhofer-Institut für Fertigungstechnik und Angewandte Materialforschung Forschungsprojekte und Normgebungsverfahren auf dem Gebiet der Hartmetalle im deutschsprachigen Raum durchgeführt.
Der FPM ist Gründungsmitglied der European Powder Metallurgy Association (EPMA), des Interessenverbands der Pulvermetall-Industrie auf europäischer Ebene, und Mitglied im Wirtschaftsverband Stahl- und Metallverarbeitung e. V. (WSM). Der FPM führt den Vorsitz im Gemeinschaftsausschuss Pulvermetallurgie, der sich der Förderung der technisch-wissenschaftlichen Arbeit auf dem Gebiet der Pulvermetallurgie widmet. Träger des Gemeinschaftsausschusses sind der FPM, die Deutsche Gesellschaft für Materialkunde DGM, die Deutsche Keramische Gesellschaft DKG, das Stahlinstitut VDEh und der Verein Deutscher Ingenieure VDI.

## Hagener Symposium Pulvermetallurgie
Seit 1985 findet jährlich im November in der Stadthalle von Hagen das Hagener Symposium Pulvermetallurgie des FPM statt. Auf der Konferenz werden pulvermetallurgische Produkte und Verfahren vorgestellt und diskutiert. Mittlerweile sind 27 Tagungsbände mit dem Gesamttitel „Pulvermetallurgie in Wissenschaft und Praxis“ unter dem Herausgeber Hans Kolaska im Selbstverlag erschienen (Stand 2011), die in den gängigen technischen Bibliotheken verfügbar sind. Auf dem Symposium wird der nach dem Wiener Physiker Franz Skaupy (1882–1969) benannte Skaupy-Preis für „besondere Leistungen auf dem Gebiet der Pulvermetallurgie“ verliehen.